# Česká zbrojovka Strakonice
A Česká zbrojovka (röviden: ČZ, magyarul: Cseh fegyvergyár) csehszlovák és cseh gépgyártó vállalat a dél-csehországi Strakonicében. 1919-ben alapították. Kezdetben csak lőfegyvereket, majd később kerékpárokat és motorkerékpárokat gyártott. A ČZ, illetve ennek kiolvasott változatát, a Čezet márkanevet használta. Az 1970-es évektől kezdett el járműalkatrészeket gyártani teher- és személygépkocsikhoz, majd az 1980-as években indult el a cégnél a turbófeltöltők előállítása. A motorkerékpár-gyártás az 1980-as években megszűnt a cégnél. Napjainkban a több divízióból és leányvállalatból álló ČZ a.s. jármű-részegységeket, öntvényeket, turbófeltöltőket, szerszámgépeket és villás emelőtargoncákat gyárt.

## Története
A céget Karel Bubla (1873–1951) cseh építész alapította Dél-csehországi Fegyvergyár (Jihočeská zbrojovka) néven 1919-ben Strakonice székhellyel. A gyár 1920-ban azonban Plzeňben kezdte meg működését, mert Strakonicében akkor még nem állt rendelkezésre a megfelelő gyártási infrastruktúra. Első modelljük az Alois Tomiska tervezte 6,35 mm-es pisztoly (Zbrojovka Praga Model 21) volt. 1921 áprilisában költözött át a gyártás Strakovicébe, ahol akkor 50 alkalmazottal indult el a munka. 1922-ben a cég összeolvadt a Vejptry-i Hubertus fegyvergyárral, ettől kezdve a cég hivatalos neve Cseh Fegyvergyár Prágai Részvénytársaság Strakonicei Üzeme (Česká zbrojovka, akciová společnost v Praze s továrnou ve Strakonicích) volt. Időközben a gyártmányválaszték is bővült. A pisztolyok mellett légpuskák, golyószórók és géppuskák is készültek.

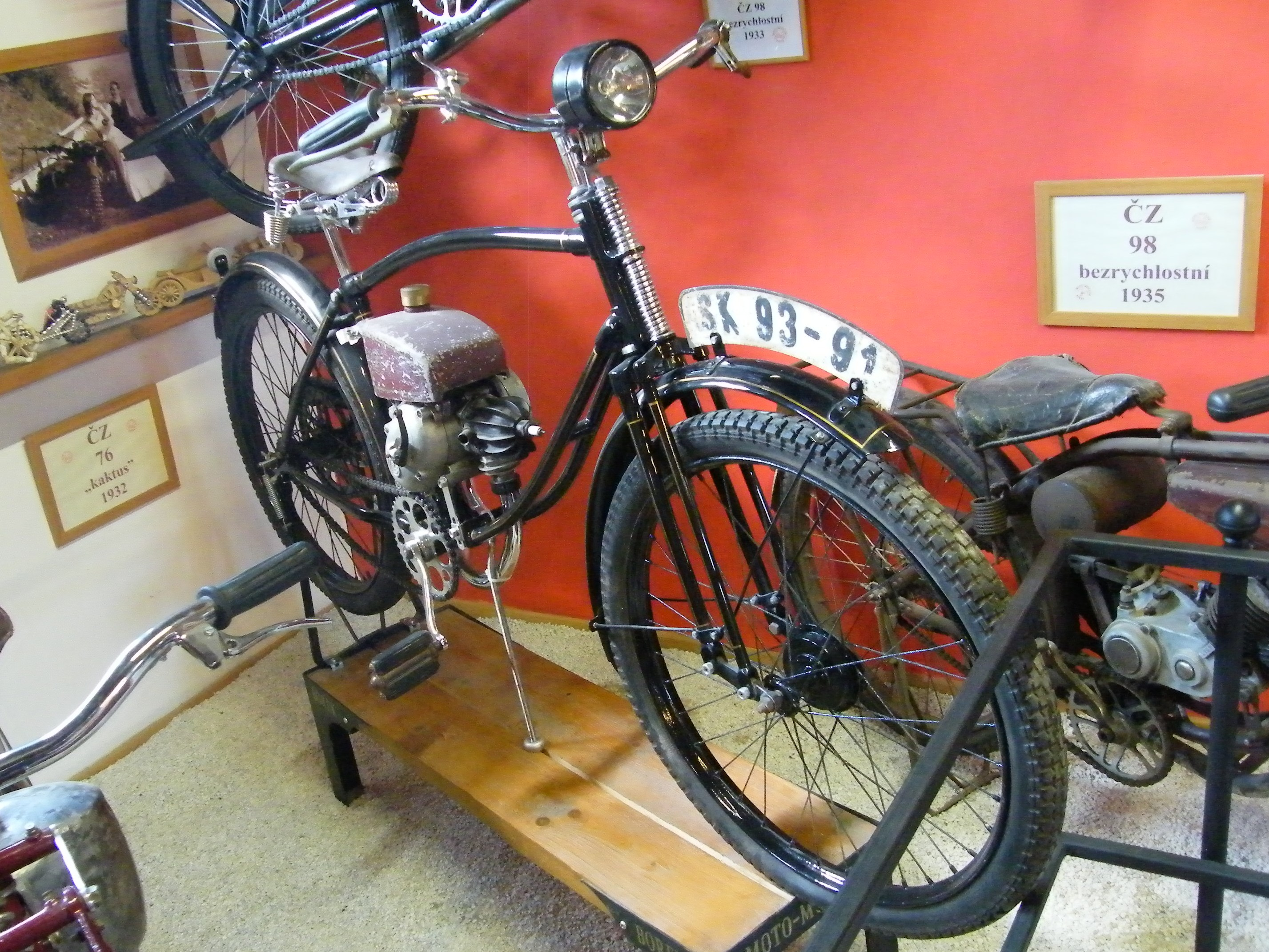
A ČZ első segédmotoros kerékpárja, a ČZ 76 Kaktus

Az 1920-as évek második felében a fegyverek iránti kereslet visszaesett, ezért a Česká zbrojovka is elkezdett polgári termékeket előállítani. A cég megvette a Kralupy nad Vltavouban működő kerékpáralkatrész-gyárat és ezután, 1929-ben elkezdett saját kerékpárokat gyártani, amelyeket később már nagy mennyiségben exportált is. 1931-ben kezdődött el a szemes és görgős hajtóláncok gyártása a kerékpárokhoz, illetve később a motorkerékpárokhoz. 1930-ban regisztrálták a védett ČZ (vagy betűzve Čezet, kiejtve csezet) márkanevet, amely a Česká zbrojovka cégnév rövidítése.
A cég 1932-ben kezdte el a segédmotoros kerékpárok gyártását. Az első segédmotoros kerékpárja a 76 cm³-es motorral felszerelt, 1,3 LE teljesítményű ČZ 76 Kaktus volt, melyet 1932-1933-ban gyártottak. Ezt a modellt 1933-tól a nagyobb teljesítményű ČZ 98 különböző változatai követték.
1935-ben kezdődött el a motorkerékpárok gyártása, amely a cég későbbi történetében évtizedekig meghatározó volt. 1934-től a vállalat szerszámgépeket is készített.
A cég első gyártott motorkerékpár-modellje a 172,5 cm³-es motorral felszerelt ČZ 175 volt. 1936-ban a cég már egy 250 cm³-es motorral felszerelt modellel, a ČZ 250-el jelentkezett, majd 1938-tól gyártották a 350 cm³-es ČZ 350-es modellt.
Az 1930-as évek második felében egyre erősödő német fenyegetés arra ösztönözte a csehszlovák vezetést, hogy a csehszlovák–német határ közelében lévő stratégiai fontosságú gyárak, így a fegyvergyárak is a termelésük egy részét az ország keleti területeire helyezzék át. Ennek következtében a strakonicei fegyvergyár is felépített egy üzemet 1937-ben Uherský Brodban.
Csehország német megszállása után a strakonicei gyárat a német megszálló hatóság elkobozta és az a német hadsereg számára dolgozott a második világháború alatt. A korábbi gyártmányok (lőfegyverek) mellett kisebb kaliberű ágyúkat és lőszereket is gyártottak Strakonicében.
1946-ban államosították a céget. A strakonicei céghez tartozott ekkor még az Uherský Brod-i gyár is, amelyet azonban 1965-ben a strakonicei gyártól a brnói Zbrojovka Brno fegyvergyárhoz csatoltak. A második világháború utáni években a Česká zbrojovka Strakonice az egyik legnagyobb és legismertebb csehszlovák motorkerékpár-gyártóvá vált. A hagyományos modellek mellett a ČZ a krossz- és az enduromotorok egyik jelentős előállítója volt.
A motorkerékpár-gyártás növekvő igényei miatt a strakonicei gyárat 1954-ben öntöttvas és alumíniumöntvények előállítására alkalmas öntödékkel bővítették.
1957-ben jelent meg a cég a Čezeta robogókkal, melyeket 1964-ig gyártott. Ez annyira sikeres modell volt, hogy több országban licenc alapján is gyártották. Többek között Új-Zélandon is készítették N-Zeta márkajelzéssel.
A csehszlovák fegyvergyártás 1950-es években történt átszervezése részeként a fegyvergyártást Strakonicéből fokozatosan az Uherský Brod-i gyárba telepítették át. Ez a folyamat azonban lassan haladt, csak az 1950-es évek második felére fejeződött be.

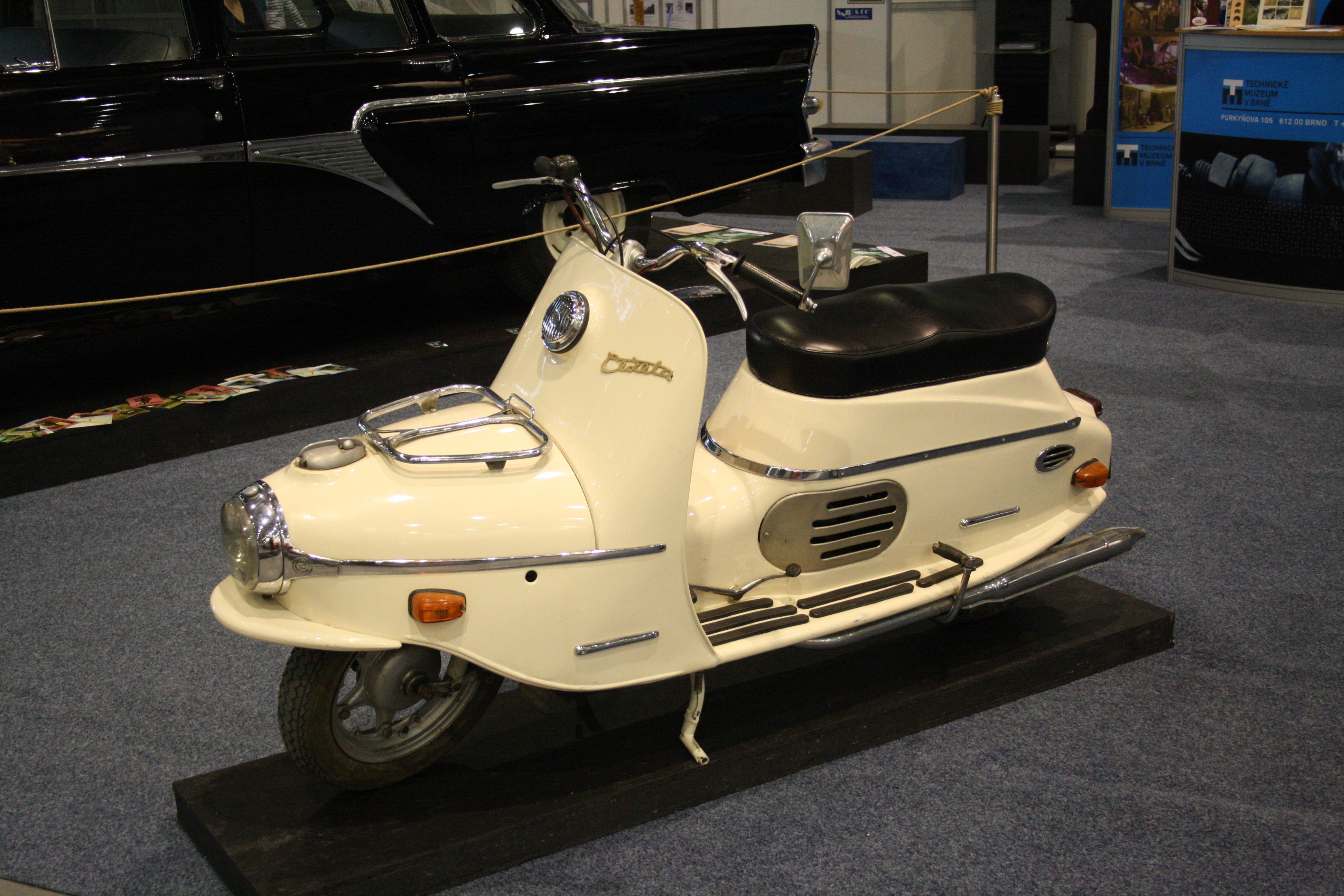
ČZ 175/501 Čezeta robogó

Az 1954–1959 közötti időszakban a gyártás racionalizálása érdekében a gyártmányok szabványosításával a ČZ és a Jawa motorkerékpárgyárak a közös Jawa-ČZ márkanévvel készítették és forgalmazták a járműveiket. A legjelentősebb motorkerékpárgyártó ebben az időszakban már a Jawa volt. A két cég gyártmányait jelentős mértékben egységesítették. Ebben az időszakban a strakonicei ČZ gyárat Cseh Motorkerékpárgyárra (České Závody motozyklové, röviden ČZM) nevezték át. A cég 1945-től 1959-ig egymillió motorkerékpárt gyártott. 1960-tól a strakonicei gyár visszakapta a ČZ nevet és újra a saját márkajelzésével készítette a motorkerékpárjait.
A cég számára a legnagyobb nemzetközi ismertséget az 1960-as évek motokrossz versenyei hozták. A belga Joeël Robert a ČZ 250 cm³-es krosszmotorjával 1964-ben, 1968-ban és 1969-ben, a szovjet Viktor Arbekov 1965-ben nyert világbajnokságot. Az 500 cm³-es kategóriában pedig az NDK Paul Friedrichs nyert világbajnokságot 1966-ban, 1967-ben és 1968-ban a ČZ gyári csapatának tagjaként.
1973-ban hozták létre a ČZ járműalkatrész gyártó divízióját, amely a csehszlovák járműgyárak számára állított elő alkatrészeket. Ott készültek a Praga V3S és S5T tehergépkocsik sebességváltói, a Tatra és Praga tehergépkocsik főtengelyei és fékdobjai, az Avia tehergépkocsik tengelykapcsolói és a motorok hengerfejei. A Karosa buszokhoz kormányművek készültek Strakonicében. Ott gyártották 1988-tól a Škoda személygépkocsik sebességváltóit, majd később a VW számára is készítettek sebességváltókat.
Az 1980-as években a motorkerékpár-gyártás fokozatosan visszaesett, helyette a Česká zbrojovka Strakonice egyre inkább járműalkatrész gyártó vállalattá vált.
1982-ben kezdődött el a ČZ-nél a turbófeltöltők gyártása a német KKK cég licence alapján. Két típust gyártottak csehszlovák tehergépkocsik és traktorok dízelmotorjaihoz.
Az 1990-es évek elején a KGST megszűnésével és a keleti piacok összeomlásával a cég termelése is visszaesett. A bársonyos forradalom után, 1993-ban a céget az ún. kuponos módszerrel privatizálták. Röviddel ez után az egész céget az olasz Cagiva motorkerékpárgyártó vállalattal közös cégbe, a ČZ-Cagiva vállalatba vitték be. A ČZ-nél elkezdték gyártani a Cagiva Roadster, W8 és Cucciolo modelljeit, kifejezetten a keleti piacokon való terjeszkedés céljával. A keleti piacok gyenge kereslete, valamint a Cagiva pénzügyi gondjai miatt 1998-ban felszámolta a csehországi gyártást.
1995-ben a ČZ az oroszországi Gorkiji Autógyárral (GAZ) közösen létrehozta a CZ-Turbo-GAZ-t. A Nyizsnyij Novgorod-i cég turbófeltöltőket gyárt, melyeket oroszországi motorgyártók (Avtogyizel, VMTZ, AMZ stb.) motorjaiba szerelnek.
A motorkerékpár-gyártás megszűnése után is tovább folytatódott a járműalkatrészek gyártása. 1994-ben a ČZ hajtóláncokat előállító részlegéből létrehozták az önálló ČZ Řetězy céget. 1999-ben pedig a ČZ-hez került az emelővillás targoncákat előállító, 1947-ben alapított DESTA cég is. Így a DESTA targoncák gyártását áthelyezték Srakonicében.
2003-ban megszűnt a ČZ-nél a sebességváltó gyártása. 2004-ben létrehozták a prágai székhelyű ČZ a.s. céget, amely tulajdonosként összefogja az egyes divíziók és leányvállalatok tevékenységét. Napjainkban a ČZ a.s. egy-egy divíziójaként folyik az öntödei és metallurgiai tevékenység, az autóalkatrész gyártás és a turbófeltöltő előállítása. A hajtóláncokat gyártó ČZ Řetězy, a szerszámgépeket előállító ČZ Strojírna, valamint az oroszországi CZ-Turbo-GAZ a ČZ a.s. leányvállalataként működik.

## Gyártmányai

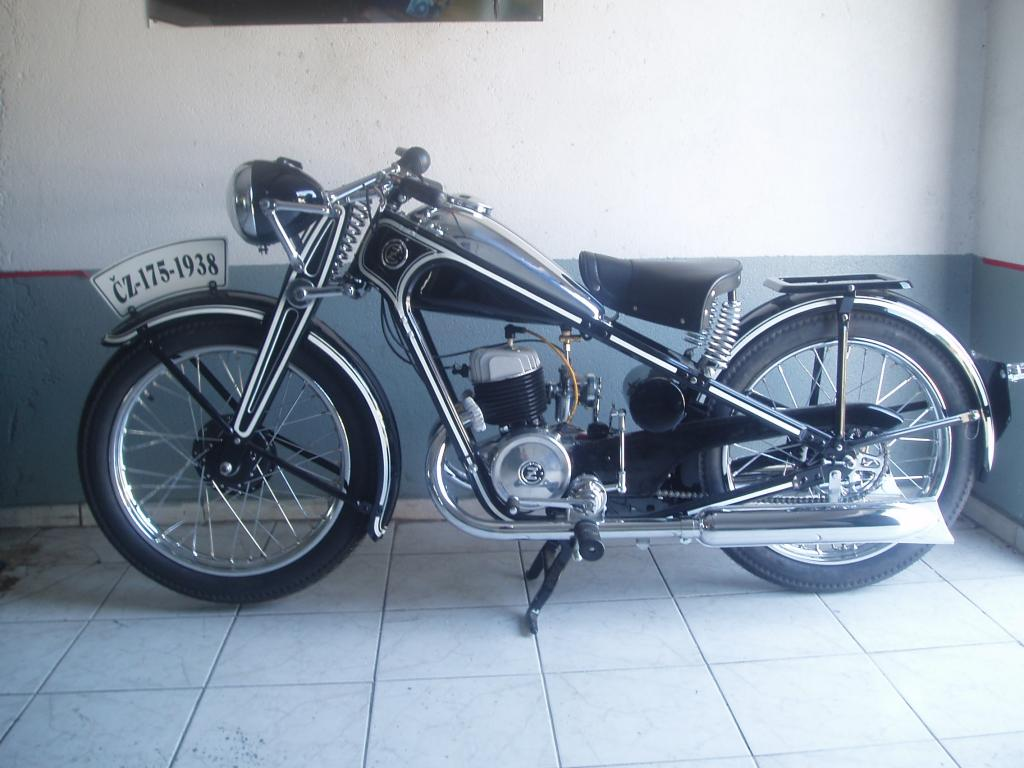
ČZ 175 Special 1938-ból

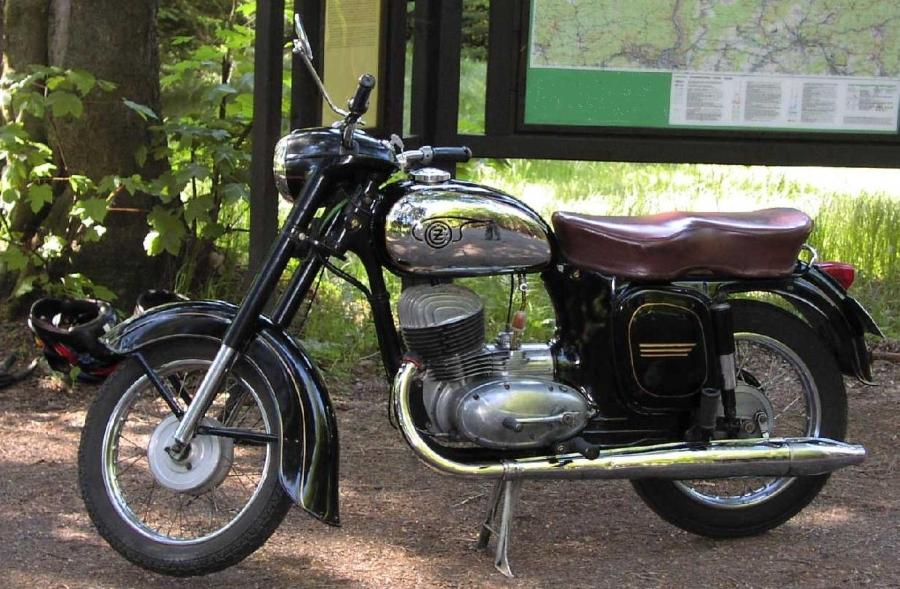
ČZ 250 typ 455

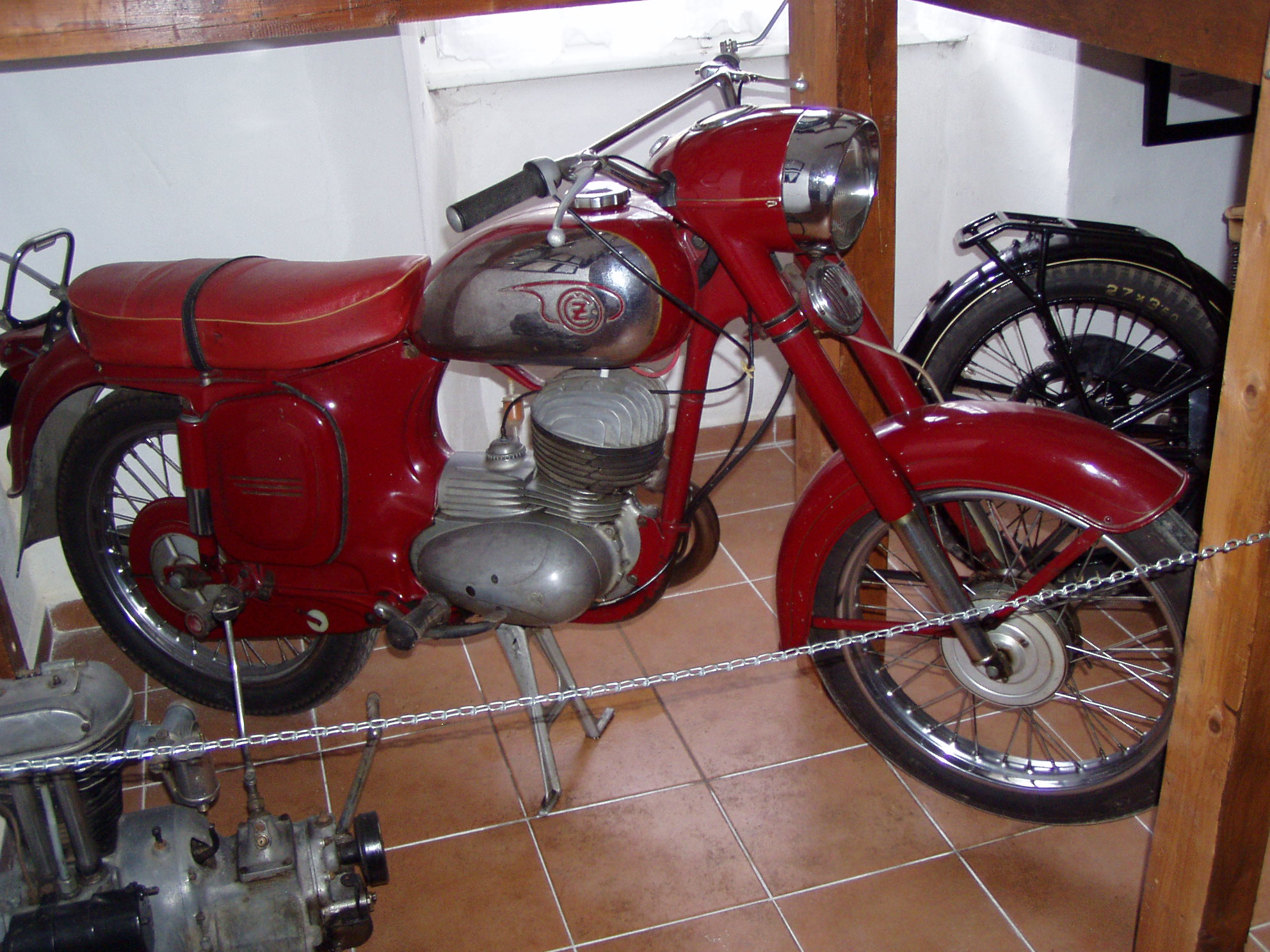
ČZ 250 type 475

### Segédmotoros kerékpárok
- ČZ 76 Kaktus (1932–1933)
- ČZ 98 (1933–1946)

### Motorkerékpárok
- ČZ 175 (1935)
- ČZ 175 Standard (1936–11937)
- ČZ 250 Tourist (1936–1937)
- ČZ 175 Special (1937–11939)
- ČZ 250 Sport (1937–11946)
- ČZ 250 Tourist (1937–11940)
- ČZ 350 Tourist (19383–1939)
- ČZ 500 Tourist (1938–1941)
- ČZ 125 A (1946–1947)
- ČZ 125 B (1947)
- ČZ 125 T (1948–1949)
- ČZ 125 C (1950–1953)
- ČZ 150 C (1950–1953)
- ČZ 175/501 Čezeta (1957–1959)
- ČZ 175/502 Čezeta (1960–1964)
- ČZ 175 typ 505 (1960–1964)
- ČZ 125 typ 453 (1961–1969)
- ČZ 175 typ 450 (1961–1969)
- ČZ 250 typ 455 (1961–1965)
- ČZ 125 typ 476
- ČZ 175 typ 477
- ČZ 250 typ 471
- ČZ 350 typ 472
- ČZ 175 typ 487